# Plectomerus
Plectomerus је род слатководних шкољки из породице Unionidae, речне шкољке.

## Врсте
Врсте у оквиру рода Plectomerus:
- Plectomerus dombeyanus Valenciennes in Humboldt & Bonpland, 1827 (bankclimber)

## Синоними
- Bariosta,[3] Rafinesque, 1831
- Gonamblus,[4] Rafinesque, 1831
- Baryosta,[5] Agassiz, 1846